# Градівка (Львівський район)
Гра́дівка  (колись Гошани) — село в Україні, у Львівському районі Львівської області. Населення становить 1433 особи. Орган місцевого самоврядування — Градівська сільська рада. У селі, окрім новозбудованого мурованого храму, є дерев'яна церква Преображення Господнього, 1878 р.
Колишня назва — Гошани (з 1426 р.), сучасна назва — Градівка (з 1961 р.).

## Населення
За даними Всеукраїнського перепису населення 2001 року, у селі мешкало 1524 осіб.

## Історія
У другій половині XV ст. належало шляхтичу Томі Лопаченському. За його часів у 1462 р. згадано про оборонний двір у Гошанах — так називали Градівку до 1946 року.

### Битва під Комарним

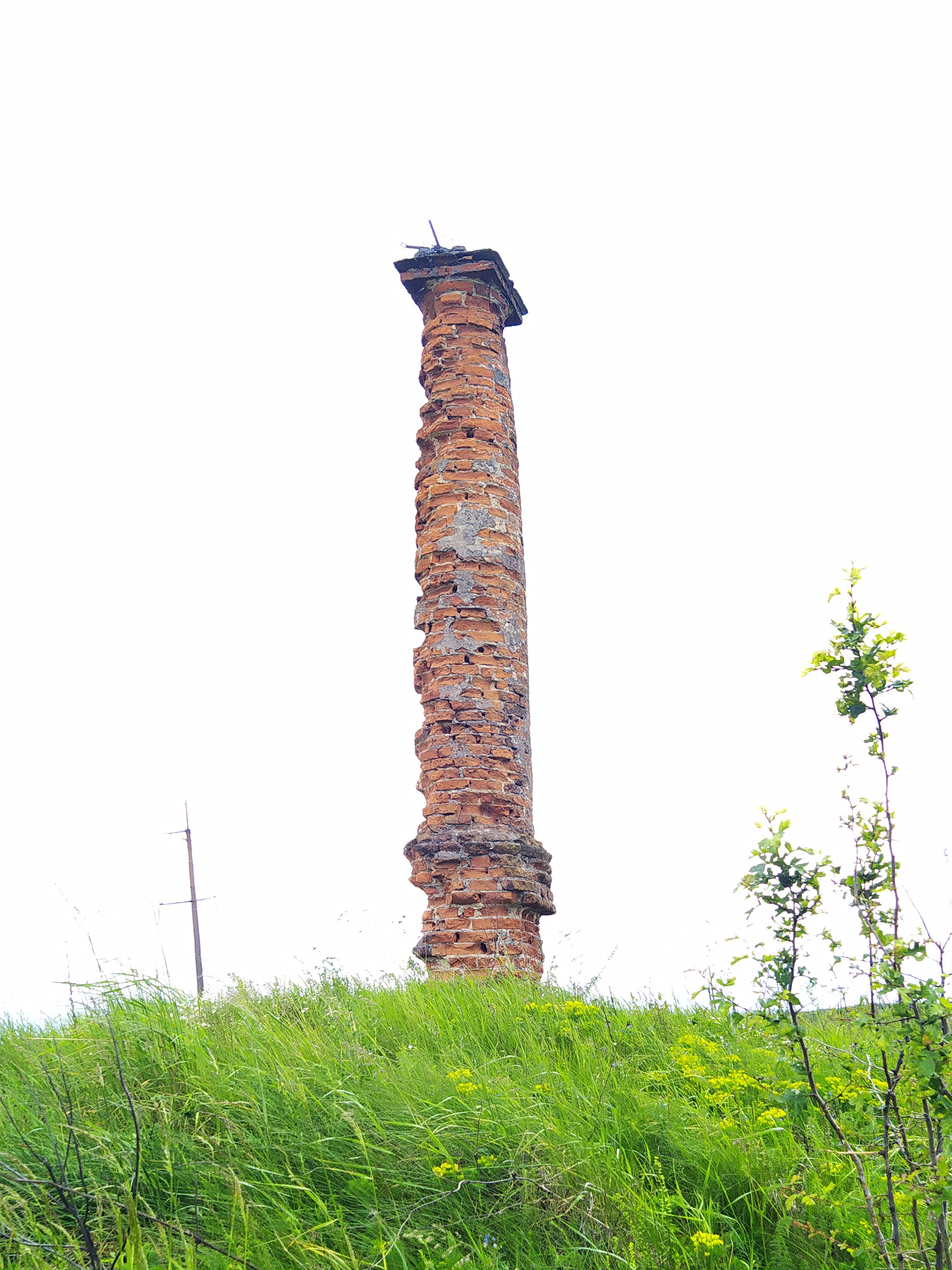
Пам'ятна колона полеглим у боротьбі з татарами 1672 р.

Битва сталася 9 жовтня 1672 року під час виправи воєводи руського Ян Собеського проти татарських чамбулів у ході польсько-турецької війни 1672—1676 рр.
Після перемоги над татарами під Немировим великий коронний гетьман Ян Собеський (2,5-3 тис. кінноти і драгунів) рушив 9 жовтня на Городок. Коли він минав Яворів, то зорієнтувався по загравах вогнищ, що головні сили татар йдуть у напрямку на Перемишль і Самбір. У цій ситуації Собеський вислав у напрямі Городка Ягеллонського 20 жовнірів, а сам з головними силами вирушив на південний захід через Гошани у напрямі Рудок з метою перерізати татарам шлях відступу на південь. Під Гошанами Собеський розбив один з чамбулів, а від бранців довідався, що в долині під Комарним на західному березі Ставу Клітецького знаходиться татарський кіш нуреддина-султана (10 тис. кримських татар, 400 липківських татар, а також 400 козаків Дорошенка).
Бажаючи застати ворога зненацька, Собеський, не зважаючи на дощ і непролазну грязюку на шляхах, пройшов без зупинки 57 кілометрів. Собеський вирішив частиною сил зв'язати татарську орду, тоді як його головні сили мали ударити по лівому крилу татар, щоб відрізати їх від переправи через Верешицю і греблі через ставки. На чолі групи, що мала завдати демонстраційного удару (1000 жовнірів) став Стефан Бідзінський. Сам Собеський став на чолі головної ударної групи, що налічувала 1,5 тис. жовнірів, до складу якої увійшов весь його контингент гусарії.
Близько 16 години татари помітили групу Бідзінського і кинули проти нього свої головні сили. Групу Собеського татари побачили лише тоді, коли та навалилася на їхній фланг. У цій ситуації татари кинулися тікати на захід, прагнучи прослизнути між групами Собеського і Бідзінського. Та частина татар, що спробувала пробитися через греблю, була витята дощенту. Решта, хоч і була атакована з обох сторін, змогла прорватися у напрямі Банкової Вишні і Рудок. Уночі коронним військам удалося наздогнати татар коло переправи через Вишню і завершити їхній розгром. Із сильної армії нуреддин-султана тільки 1,5 тис. татар змогло переправитися через Дністер і долучитися до одного з чамбулів армії ханського сина Хаджі Гірея.
У день битви під Комарним вояки пройшли близько 100 кілометрів і звільнили з ясиру 20 тис. людей.
На півдні села стоїть могила, у якій поховано польських воїнів, що загинули в битві з турками під проводом гетьмана Яна Собецького в 1672—1676 рр.

### Вовчухівська офензива
Осип Станімір, сотник УГА, у своїй книзі «Моя участь у визвольних змаганнях 1917—1920» згадував про завершальну фазу Вовчухівської офензиви:
|                                                                | В дні 6 березня, 1919 р. відбулась у селі Гошани, на приходстві, воєнна нарада, чи пак воєнна відправа, на якій подано нам до відома, у формі приказу, плян нашої дальшої офензиви на Вовчухи і Братківці. Ціллю офензиви було проломання залізничої лінії поміж Городком Ягайлонським і Судовою Вишнею, а відтак окрилюючий наступ на Городок і дальше на схід. Удару на захід з метою заняття Судової Вишні не передбачувалось. Вступне завдання, а саме — проломання польського фронту в околиці Вовчух і Родатич, мав виконати окремий загін чет. Голинського, після чого центральна група отамана Букшованого мала йти на північ, щоб получитись із Янівцями і відтак з півночі, заходу і півдня вдарити на Городок і його здобути. Група «Городок» мала обороняти праве крило наступаючої центральної групи і зайняти городецьке передмістя та сильно укріпитись від сторони Черлян. Група «Судова Вишня» мала чисто дефензивний характер, тобто мала сильно вкопатись і здержувати ворога до слушного часу, це є — мала забезпечити зади обох наступаючих на Городок груп від сторони Перемишля. Всіми операціями мав керувати підп. Антін Кравс та його шеф штабу поручник Шльосер, з осідком в Рудках. Команда групи «Рудки», з сотником Гофманом й адьютантом поручником Йовиком, мала перенестись до Гошан, на приходство, а її допомогові установи залишились у Рудках для обслуги цілого фронту харчами і муніцією. Так в загальному виглядав плян, чи пак приказ, вовчухської офензиви у її другій фазі. Початок акції був назначений на 8 березня, 1919 р., 5-та година ранку. |
| — Осип Станімір, «Моя участь у визвольних змаганнях 1917–1920» | |

## Населення

### Мова
Розподіл населення за рідною мовою за даними перепису 2001 року:
| Мова       | Кількість | Відсоток |
| ---------- | --------- | -------- |
| українська | 1522      | 99.86%   |
| російська  | 1         | 0.07%    |
| румунська  | 1         | 0.07%    |
| Усього     | 1524      | 100%     |

## Релігія

### З історії парохії Градівки
У Градівці похована рідна сестра владики Йосафата (Коциловського) — Марія.
Йосафат (Коциловський) народився 3 березня 1876 р., єпископ, мученик за католицьку віру у селі Пакошівка (Лемківщина)
Родина Коциловських мала двох синів і дві дочки. Йосип (Йосиф) — майбутній єпископ Йосафат Коциловський (3.03.1876 — 17.11.1947) — церковний і громадський діяч, єпископ Української греко-католицької церкви, доктор філософії (1903) і теології (1907), професор (1907).
Януарій (1 квітня 1879 р. — 1931), присвятив себе службі Господу Богу. У 1917 році виїхав до Бразилії, де був місіонером серед українських поселенців Бразилії та Аргентини.
Анна — дружина священика Петра Подляшецького, пароха на Дрогобиччині.
Марія (1873 р. н.) — дружина о. Казимира Гермака (1862, Перемишль — 1934, Градівка), пароха с. Гошани (тепер село Градівка Городоцького району).
Цікавою постаттю був священик Степан Онишкевич. Він народився 1861 року в знаменитому Угневі. На Рудківщині — з 1892 року (спочатку парох села Хишевичі, а потім — Купнович). В автобіографії, яку напише у 1932 році, зазначить, що «…кинувся у вир практичного життя». Отриманий досвід громадської роботи Онишкевич використовує і в межах повіту. Він розпочинає активну діяльність у Рудківській «Просвіті», що триватиме понад 40 років. З листування і просвітянської документації видно, що був працьовитий, дбав про результативність роботи, організовував бібліотеки, драматичні гуртки, у Хишевичах створив спортивне товариство «Сокіл», критикував рудківчан за негативні явища на просвітянській ниві. Прагнучи залучити селян до просвітянської роботи, ініціює створення осередків по селах повіту, подаючи власний приклад (свідченням цього є власноруч написана ним заява про вступ до читальні села Гошани).

### Культові споруди

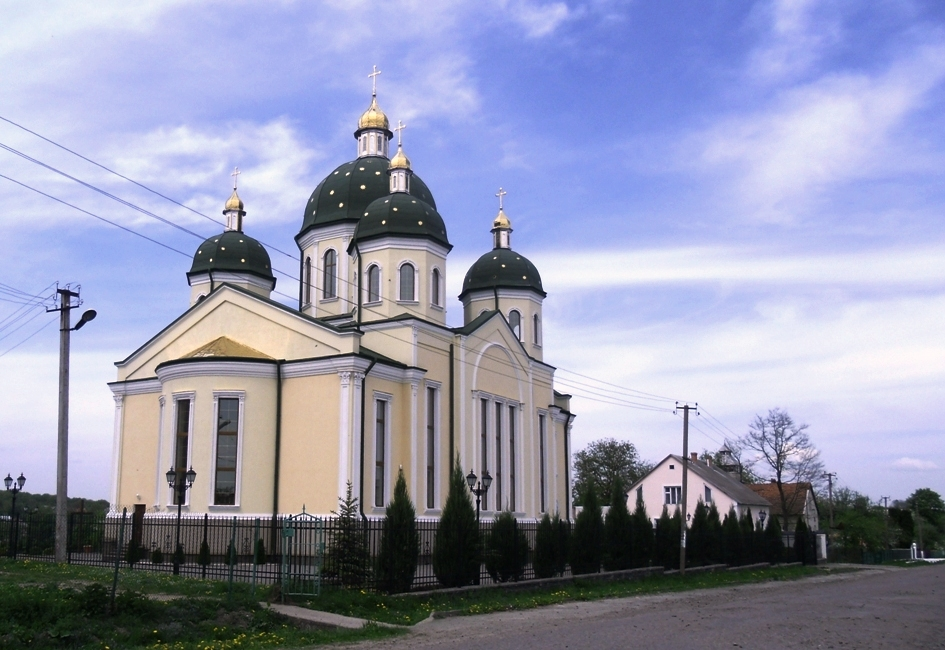
Церква Пресвятої Євхаристії.
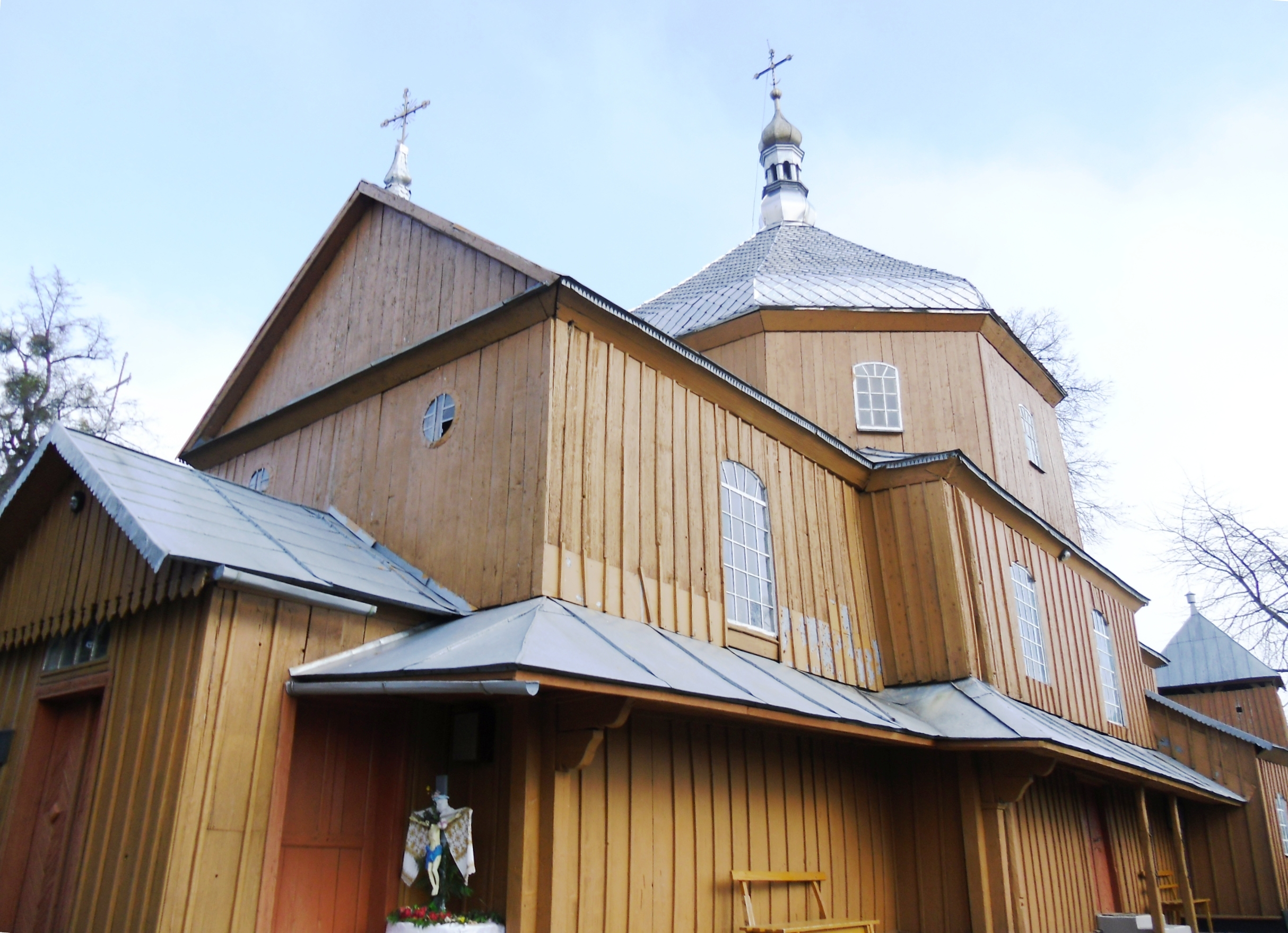
Церква Преображення Господа нашого Ісуса Христа.

## Краєзнавчий замок-музей
Місцевий землевпорядник Іван Яценко 1986 року посеред свого подвір'я почав споруджувати краєзнавчий музей, стилізований під середньовічну фортецю. Свій перший експонат — австрійський шолом, пан Яценко знайшов ще у дитинстві. А коли у хаті забракло місця для усіх речей, почав будівництво окремого приміщення.
Досі будівництво замку не завершене, але у музеї працює три виставкові зали, у яких є до 3 000 експонатів. На першому поверсі — зброя (від козацьких шабель до вогнепальної зброї часів Другої світової війни), а на другому рівні — раритетні побутові речі й музичні інструменти.

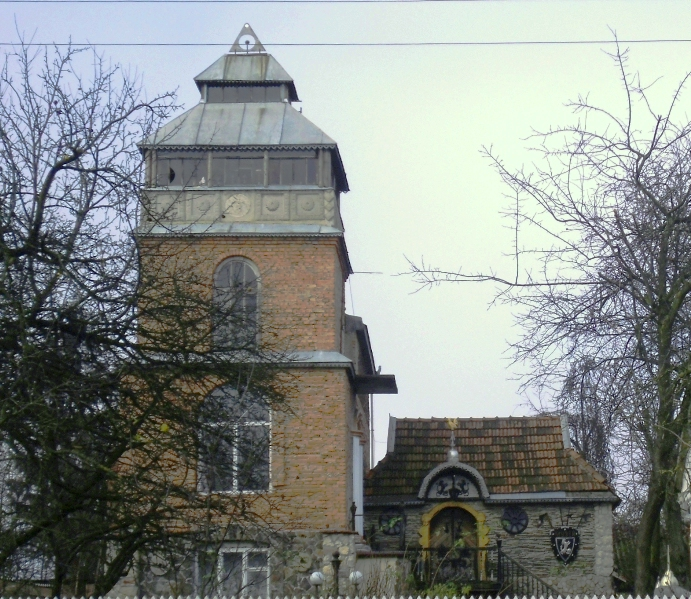
Приватний музей Івана Яценка